# Os Parças 2
Os Parças 2 é um filme brasileiro de comédia, com direção de Cris D'Amato e distribuição da Downtown Filmes. O filme é a continuação de Os Parças, um filme brasileiro de 2017. O filme é estrelado por Tom Cavalcante, Whindersson Nunes, Tirullipa e Bruno De Luca. O filme está classificado como não recomendado para menores de 12 anos.
No Brasil, foi lançado nos cinemas pela Downtown Filmes/Paris Filmes em 28 de novembro de 2019.

## Enredo
Toin (Tom Cavalcante), Ray Van (Whindersson Nunes) e Pilôra (Tirullipa) gastam à larga num hotel de luxo, por conta do dinheiro do casamento de Cíntia. Tudo parece ir muito bem, até que Romeu (Bruno De Luca) visita os três. O pai de Cíntia, Vacário, foi preso e fez uma delação premiada que levou seu perigoso chefe, o mafioso China, para a prisão. O supermafioso promete vingança. Vacário está preso, Cintia foi mandada pra fora do país e próximo na linha de vingança é Romeu.
Eles precisam de grana pra tirar Romeu do país, onde ele vai se encontrar com Cintia. Para ajudar Romeu, os "Parças" têm a ideia de reformar uma decadente colônia de férias para jovens e conquistam clientes, mas passam a competir com uma colônia de luxo. Eles promovem excursões, jogos, festas, refeições, tudo no estilo “Parças”. Entre os adolescentes surge o romance entre Pedro, da colônia Parças e Carol, da colônia rica.
A missão está perto de se completar quando China descobre o esconderijo e faz de refém Carol. Acontece a grande batalha entre os Os Parças e seus adolescentes e os capangas do China. As táticas de guerrilha dos Parças funcionam apesar de fuga de La Paz. Com o apoio dos meninos das duas colônias eles conseguem dinheiro para a fuga de Romeu. Tudo em ordem até a próxima aventura.

## Elenco
- Tom Cavalcante como Toin
- Whindersson Nunes como Ray Van
- Tirullipa como Pilôra
- Bruno De Luca como Romeu
- Mariana Santos como Denise
- Cristina Mutarelli como Tia Firmina
- Konstantino Atan como Juca
- Leo Cidade como Pedro
- Heslaine Vieira como Gorete

### Participações especiais
- Fabiana Karla como arrumadeira do hotel
- Paloma Bernardi como Cíntia
- Amaral como motorista de ônibus
- Falcão como jogador de futebol
- Simone Mendes como ela mesma
- Renata Brás como recepcionista do hotel